# Bouchée à la reine
Ne doit pas être confondu avec Vol-au-vent.
La bouchée à la reine est une charcuterie pâtissière traditionnelle de la gastronomie française constituée d'un vol-au-vent individuel et de sa garniture.
Servie chaude, le plus souvent en entrée, elle est réalisée avec une croustade individuelle en forme de timbale, en pâte feuilletée, remplie de nos jours d'un salpicon salé d'ingrédients variés coupés en petits dés ou lamelles (volaille, ris de veau, jambon, champignons) et liés par une sauce épaisse (sauce béchamel, sauce financière, sauce suprême).

## Histoire

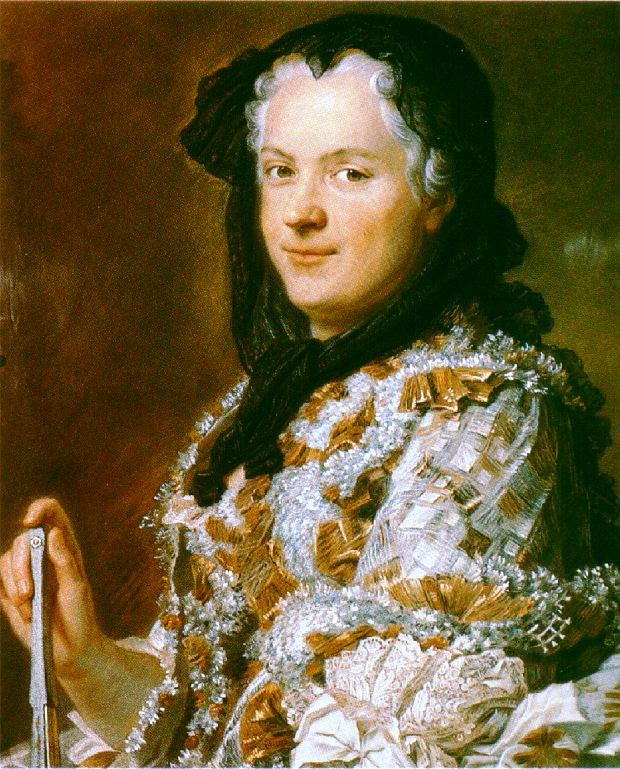
Portrait en 1748 de Marie Leszczynska par Quentin de La Tour.

Avec les chefs pâtissiers de la cour de Versailles, la reine de France Marie Leszczynska (1703-1768), fille de Stanislas Leszczynski, roi de Pologne et dernier duc de Lorraine, serait à l'origine historique de cette recette traditionnelle de la gastronomie française. S'inspirant des pâtisseries à base de pâte feuilletée sucrée comme les puits d'amour créés par Vincent La Chapelle réalisés pour sa rivale Madame de Pompadour, elle aurait cherché des mets aphrodisiaques[réf. nécessaire] et demandé à Nicolas Stohrer de créer une version salée[réf. nécessaire] pour retrouver les faveurs de Louis XV, son mari.
Au début du XIXe siècle, la technique culinaire de la pâte feuilletée contemporaine, base de la plupart des viennoiseries, du mille-feuille, puits d'amour, pithiviers, de la galette des rois et du vol-au-vent (ou de la bouchée à la reine), a été surtout synthétisée et perfectionnée par Antonin Carême.

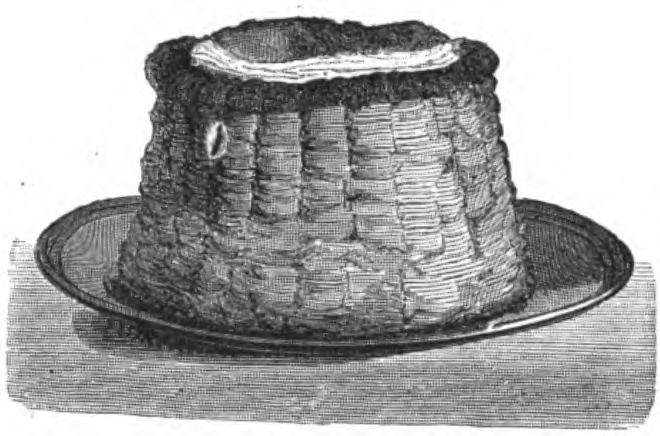
Jules Gouffé, « La bouchée à la reine », Le Livre de pâtisserie (1873).

En 1902, dans son Guide culinaire, au milieu de ses seize recettes de « bouchées » d'appellations, de formes et de garnitures différentes, le chef cuisinier Auguste Escoffier classe la bouchée à la reine dans les hors-d'œuvre chauds, de forme ronde et cannelée, précisant qu'à l'origine, cette bouchée en pâte feuilletée était garnie d'une purée de volaille à la crème, puis, fin XIXe siècle, d'un salpicon de blanc de volaille, champignons et truffes. Dans ses différentes recettes, les garnitures sont très variées et peuvent être, par exemple pour les ingrédients principaux, à base de :
- brunoise de légumes (bouchée Bouquetière) ;
- gibier (bouchée Diane) ;
- pointes d'asperges et truffes (bouchée Grand-Duc) ;
- foie gras, champignons (bouchée Montglas) ;
- queues d'écrevisse, sauce Nantua (bouchée Nantua) ;
- chair de homard, sauce homard ordinaire (bouchée Victoria).

Fréquemment, comme dans beaucoup de recettes d'Auguste Escoffier, des truffes sont généreusement utilisées. Le couvercle des bouchées peut être en feuilleté, en truffe ou emprunté à l'élément principal. Chaque bouchée individuelle est présentée dans une assiette, sur une serviette.

## Recettes contemporaines
De nos jours, la distinction de nom entre les différents appareils garnissant la timbale a pratiquement disparu. « Bouchée à la reine » est devenu un terme générique aux préparations ayant la forme d'un puits en pâte feuilletée de huit à dix centimètres de diamètre et de hauteur, aux bords cannelés, et recouvert d'un chapeau de la même pâte. Celles d'un diamètre inférieur, appelées autrefois « bouchées mignonnes » et entrant dans la catégorie des petits fours, sont qualifiées simplement de « mini-bouchées », celles d'un diamètre supérieur souvent de 15 à 20 cm, sont classiquement les vol-au-vent. Faite d'un seul ou de plusieurs éléments, la garniture se présente en morceaux en forme de dés de 6 à 10 mm d'arête, et est à base :
- de légumes (champignon, asperge, macédoine) ;
- de crustacés (coquille Saint-Jacques, crevettes, homard) ;
- de poisson (brochet, dorade, bar) ;
- de viande (blanc de poulet, foie gras, jambon blanc, lardons, ris de veau, quenelles de veau, cervelle).

La sauce pour lier ces ingrédients doit être épaisse pour ne pas être absorbée par le feuilleté qui doit rester « craquant ». Ce peut être :
- une sauce blanche épaisse additionnée de bouillon, de vin ou de jus de cuisson ;
- une béchamel lactée ou crémée, parfois liée d'un jaune d'œuf (sauce allemande ou parisienne) ;
- une bisque de homard, de langoustine ou d'écrevisse (sauce Nantua) ;
- une sauce chasseur ou forestière.

Ces sauces sont presque toujours additionnées de champignons de Paris émincés ou en morceaux. 

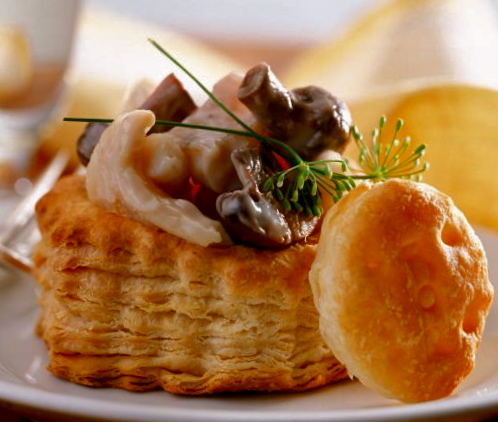
Bouchée à la reine aux champignons.
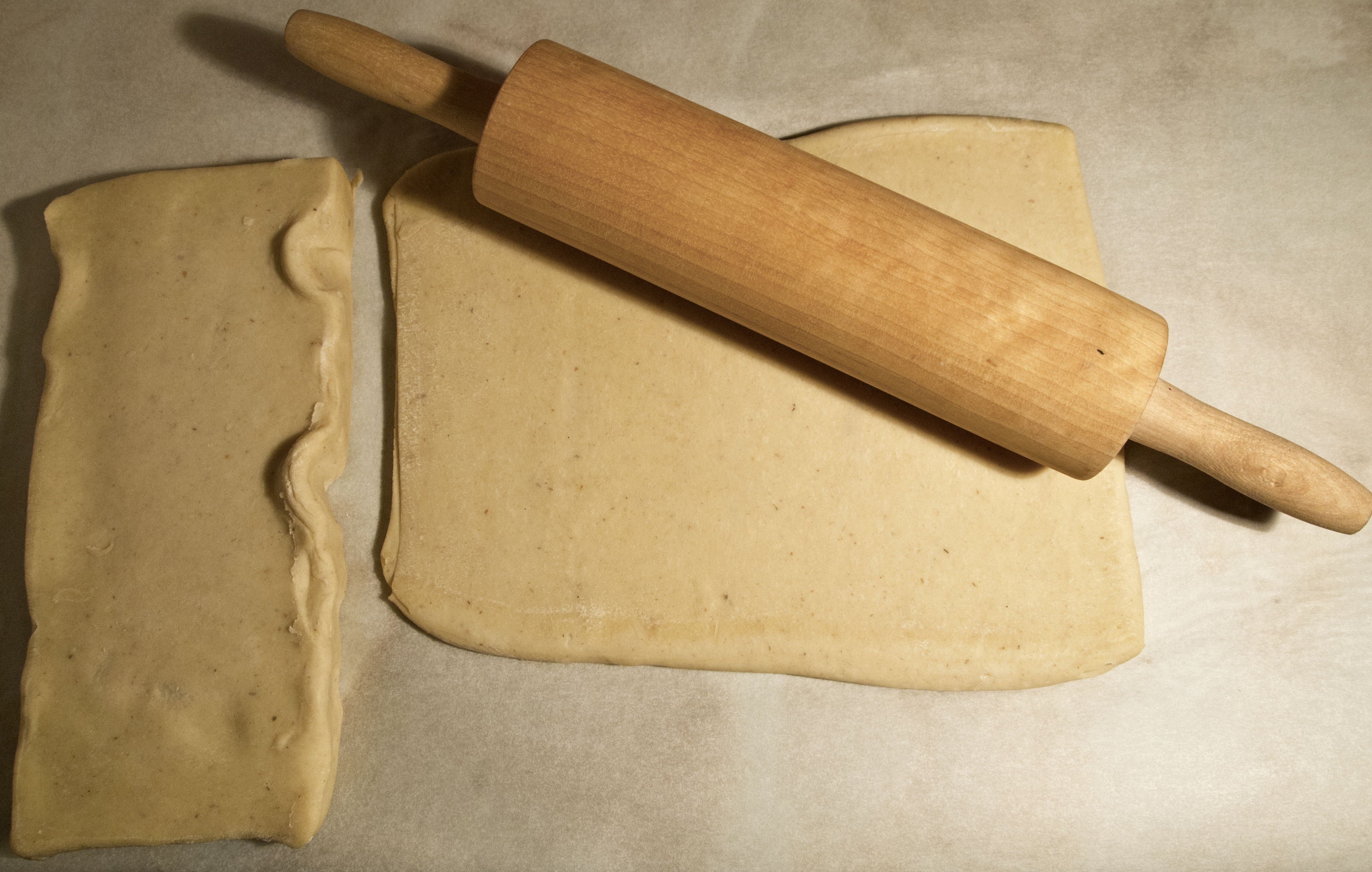
Pâte feuilletée en abaissage, avant découpage en cercle cannelé de 10 cm.
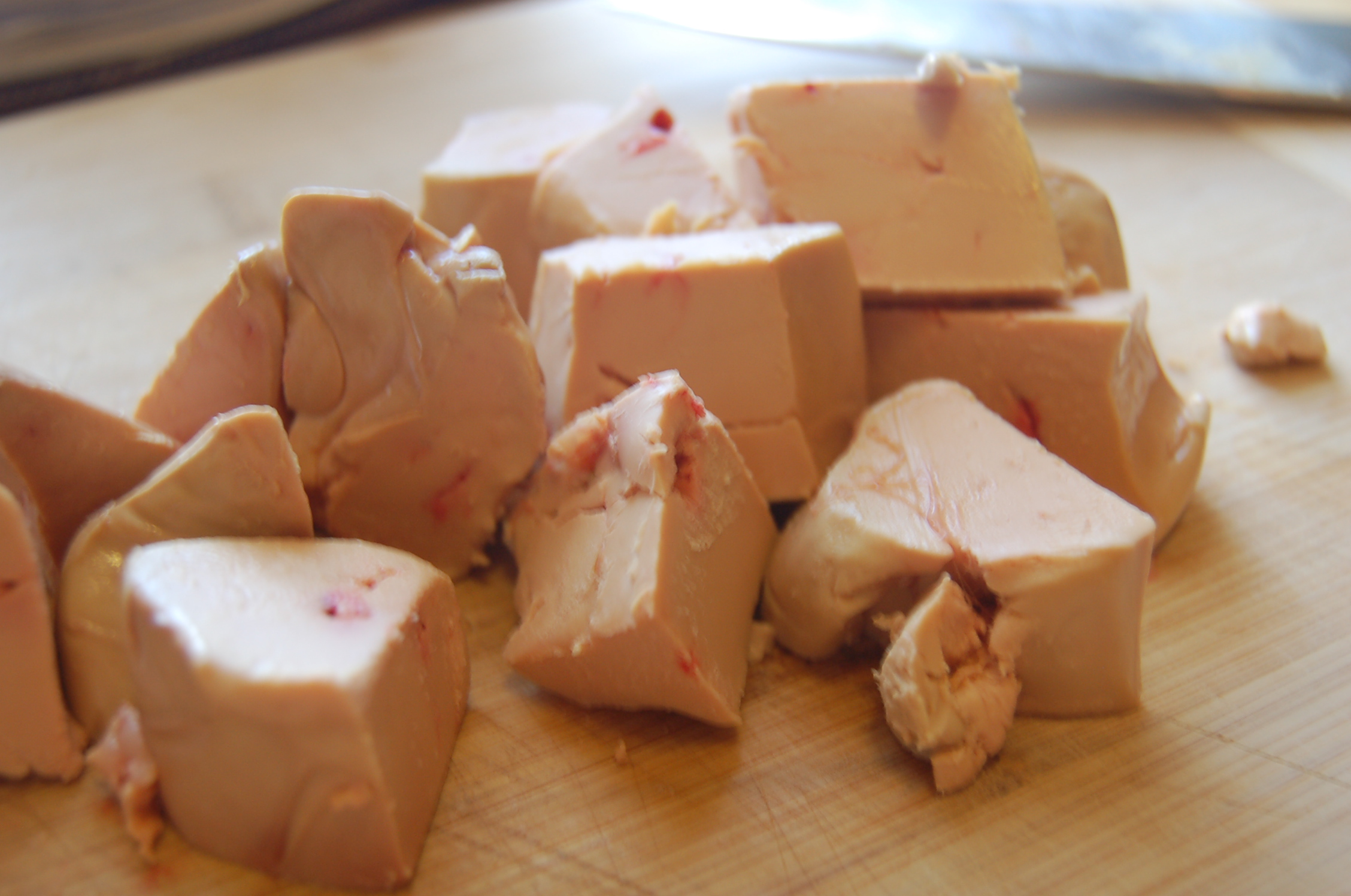
Dés de foie gras prêts à être incorporés à une garniture.
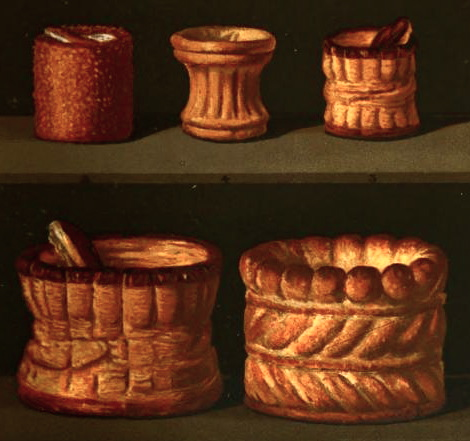
Cinq croustades de 10 et 18 cm de diamètre.

Servies en entrée, les bouchées à la reine sont présentées seules en assiette ou accompagnées d'une salade (laitue, mâche, feuille de chêne) et/ou de racines rapées (carotte, radis noir, céleri). En plat principal, suivant l'ingrédient dominant, on peut trouver du riz, de la purée, des pâtes, certains y ajoutant, parfois généreusement, une bonne louche de la garniture. Suivant les goûts et l'inspiration des chefs-cuisiniers, l'assaisonnement, outre le sel et le poivre, peut varier et être agrémenté de condiments très divers (noix de muscade, fines herbes, épice et graine aromatique, olives, citron).

## Chansons folkloriques dérivées
- Les Bouchées à la reine est le titre d'une chanson paillarde.